# دانييلي فورتوناتو
دانييلي فورتوناتو (بالإيطالية: Daniele Fortunato)‏ (8 يناير 1963 في إيطاليا - ) هو مدرب كرة قدم ولاعب كرة قدم إيطالي في مركز الوسط. لعب مع أتالانتا ونادي باري ونادي تورينو ونادي فيتشينزا ونادي لنيانو ويوفنتوس.

## وصلات خارجية
- دانييلي فورتوناتو على موقع قاعدة بيانات كرة القدم.إي يو (الإنجليزية)